# Yuemingtan
Yuemingtan (kinesiska: 月明潭, 月明潭乡) är en socken i Kina. Den ligger i provinsen Hunan, i den södra delen av landet, omkring 100 kilometer nordväst om provinshuvudstaden Changsha. Antalet invånare är 20078. Befolkningen består av 9 932 kvinnor och 10 146 män. Barn under 15 år utgör 19,0 %, vuxna 15-64 år 68 %, och äldre över 65 år 12,0 %.
Genomsnittlig årsnederbörd är 1 680 millimeter. Den regnigaste månaden är maj, med i genomsnitt 312 mm nederbörd, och den torraste är december, med 46 mm nederbörd.